# Hreša (Federacja Bośni i Hercegowiny)
Hreša – wieś w Bośni i Hercegowinie, w Federacji Bośni i Hercegowiny, w kantonie sarajewskim, w gminie Stari Grad. W 2013 roku liczyła 20 mieszkańców, z czego większość stanowili Serbowie.